# Mário Castelhano

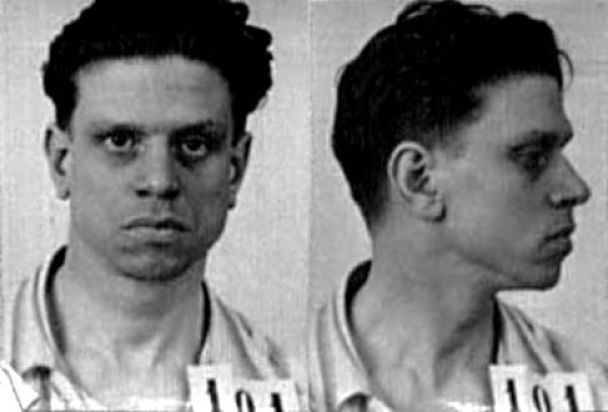

Mário Castelhano (Lisboa, 1896 — Campo do Tarrafal, Cabo Verde, 12 de Outubro de 1940) foi um destacado militante anarco-sindicalista, operário ferroviário e jornalista ao serviço dos periódicos operários das décadas de 1920 e 1930.

## Biografia
Aos 14 anos começou a trabalhar na Companhia Portuguesa dos Caminhos-de-Ferro, onde participou na greve de 1911 e esteve envolvido na organização das greves de 1918 e 1920, o que lhe valeu o despedimento.
Foi redactor-principal dos jornals A Federação Ferroviária e A Batalha, ligados ao sindicalismo e colaborador na revista  Renovação (1925-1926)  . Foi ainda director dos jornais O Ferroviário e O Rápido.
Preso três dias antes da Greve Geral de 1934 (também conhecida como Revolta da Marinha Grande), movimento operário no qual esteve envolvido, e foi condenado a 16 anos de degredo, tendo embarcado em Setembro desse ano rumo à Fortaleza de São João Baptista, em Angra do Heroísmo. Dois anos depois, em Outubro de 1936, seria enviado para o campo de concentração do Tarrafal, em Cabo Verde, onde morreria a 12 de Outubro de 1940.
Em 1975, foi editado em Lisboa, pela Seara Nova, o seu livro Quatro Anos de Deportação.
Foi condecorado, postumamente, com o grau de Grande-Oficial da Ordem da Liberdade, a 30 de Junho de 1980.